# 그라디슈카

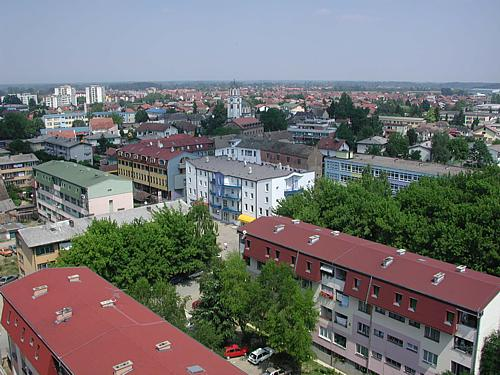
그라디슈카

그라디슈카의 위치

그라디슈카(세르비아어: Градишка, Gradiška, 보스니아어: Gradiška, 크로아티아어: Gradiška)는 보스니아 헤르체고비나 북서부에 위치한 도시로 면적은 761.74km2, 높이는 163m, 인구는 51,727명(2013년 기준), 인구 밀도는 74.5명/km2이다. 흔히 보산스카그라디슈카(Босанска Градишка, Bosanska Gradiška)라고 부르기도 한다.
행정 구역상으로는 스릅스카 공화국에 속하며 바냐루카에서 북쪽으로 40km 정도 떨어진 곳에 위치한다. 사바강 우안과 접하고 있고 강 반대편에는 크로아티아 스타라그라디슈카가 위치한다.
1330년경 문헌에서 그라디슈키브로드(Gradiški Brod)라는 이름으로 등장했다. 1537년 오스만 제국에 편입된 이후에는 보스니아 북부의 방어선 역할을 했다. 1878년에는 오스트리아-헝가리 제국에 편입되었고 1918년에는 유고슬라비아에 편입되었다.

시 문장

## 자매 도시
- 그리스 카발라
- 세르비아 추프리야
- 북마케도니아 네고티노

## 같이 보기
- 스릅스카 공화국의 행정 구역